# Dialectica sanctaecrucis
Dialectica sanctaecrucis är en fjärilsart som beskrevs av Walsingham 1897. Dialectica sanctaecrucis ingår i släktet Dialectica och familjen styltmalar.
Artens utbredningsområde är:
- Kuba.
- Dominikanska republiken.
- Jamaica.
- Puerto Rico.

Inga underarter finns listade i Catalogue of Life.